# Varanasi
Varanasi (hindi वाराणसी, Vārāṇasī, nota anche come Benares, o Banaras, Kashi e Kasi) è una città dell'India, classificata come municipal corporation, di oltre 4 milioni di abitanti, capoluogo del distretto di Varanasi e della divisione di Varanasi, nello Stato federato dell'Uttar Pradesh. È una delle più antiche agglomerazioni urbane del mondo essendo abitata da circa 3 500 anni ed è la città sacra per gli induisti: ogni fedele deve recarsi, almeno una volta nella vita, a Varanasi e immergersi nel fiume sacro Gange.

## Etimologia
L'etimologia tradizionale collega "Varanasi" ai nomi dei due affluenti del Gange che rappresentano i confini della città: il Varuna a nord, e l'Asi a sud della città, vicino al Ghat Assi.
Nel Ṛgveda, uno dei quattro sacri Veda, la città viene chiamata Kāśī (Kashi) dalla radice verbale sanscrita kaś- che significa "risplendere", perciò viene anche chiamata la "Città della luce". I testi religiosi indù fanno riferimento a Varanasi utilizzando numerosi epiteti, come Avimukta ("mai abbandonata" da Shiva), Ānandavana ("la foresta della beatitudine"), e Mahasmashana ("il grande luogo delle cremazioni").

## Geografia fisica
La città è situata a 25° 19' 60 N e 83° 0' 0 E e ha un'altitudine di 76 m s.l.m.

## Società

### Evoluzione demografica
Al censimento del 2012 la popolazione di Varanasi assommava a 1 100 748 persone, delle quali 584 514 maschi e 516 234 femmine. I bambini di età inferiore o uguale ai sei anni assommavano a 154 224, dei quali 81 242 maschi e 72 982 femmine. Infine, coloro che erano in grado di saper almeno leggere e scrivere erano 670 950, dei quali 459 014 maschi e 211 936 femmine.

## Religione

### Induismo
Varanasi è la città sacra per gli induisti: ogni fedele deve recarsi, almeno una volta nella vita, a Varanasi e immergersi nel fiume sacro Gange da almeno cinque diversi ghat (rampe di scale di pietra che terminano all'interno dell'acqua del fiume). Ogni mattina all'alba, gli indù compiono le proprie abluzioni sui ghat.
Secondo l'induismo, l'unico posto della terra in cui gli Dei permettono agli uomini di sfuggire al saṃsāra, cioè all'eterno ciclo di morte e rinascita, è la riva occidentale del Gange a Varanasi, perciò nel corso dei secoli milioni e milioni di induisti sono venuti a morire qui.
Mete di pellegrinaggio sono anche i suoi templi, tra cui il tempio di Kashi Vishwanath, dedicato a Shiva e conosciuto come il Tempio d'oro per il suo tetto placcato d’oro e il Durga Mandir, interamente colorato di rosso.

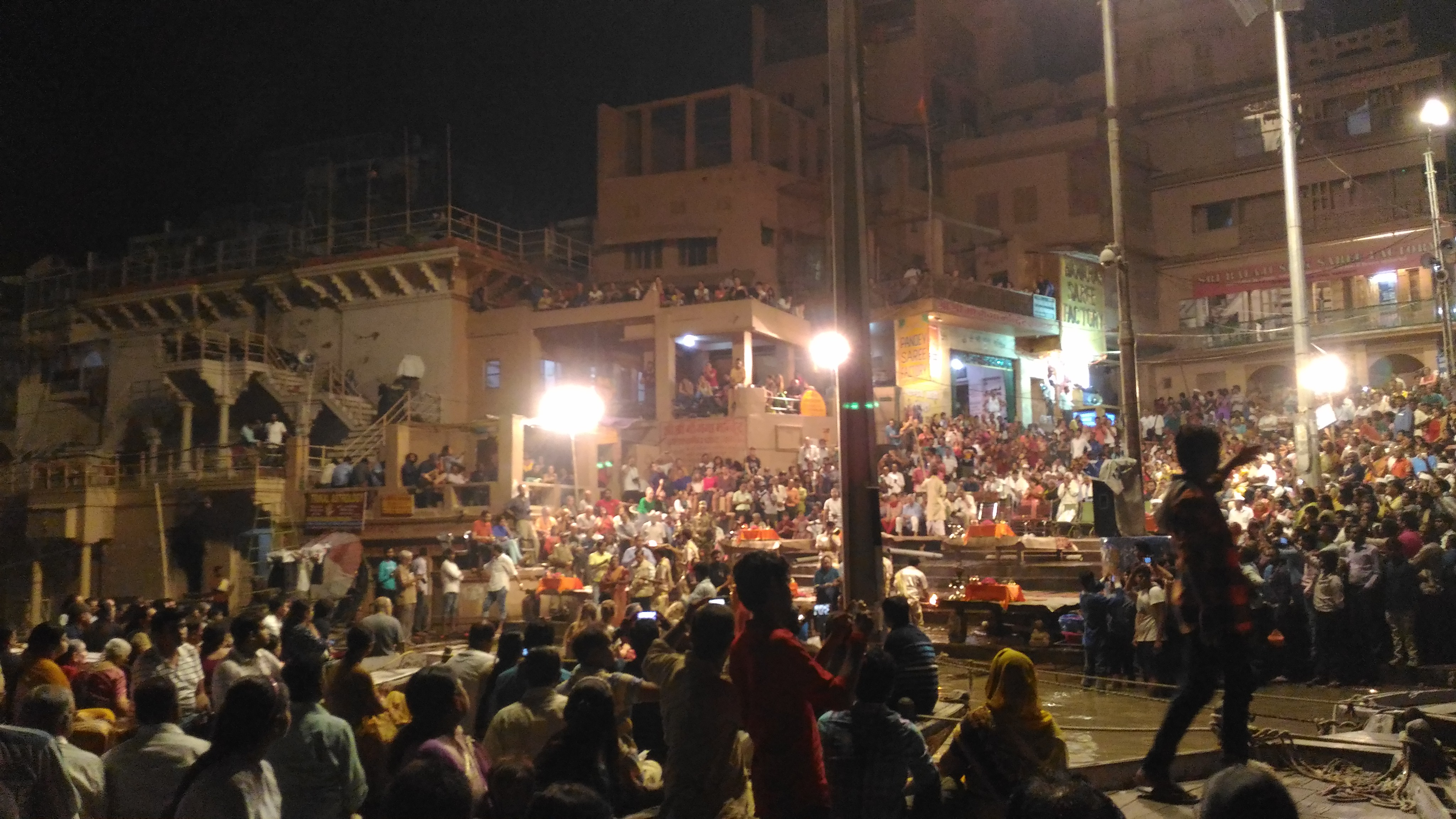
Rito dei Brahmini al tramonto sul Gange

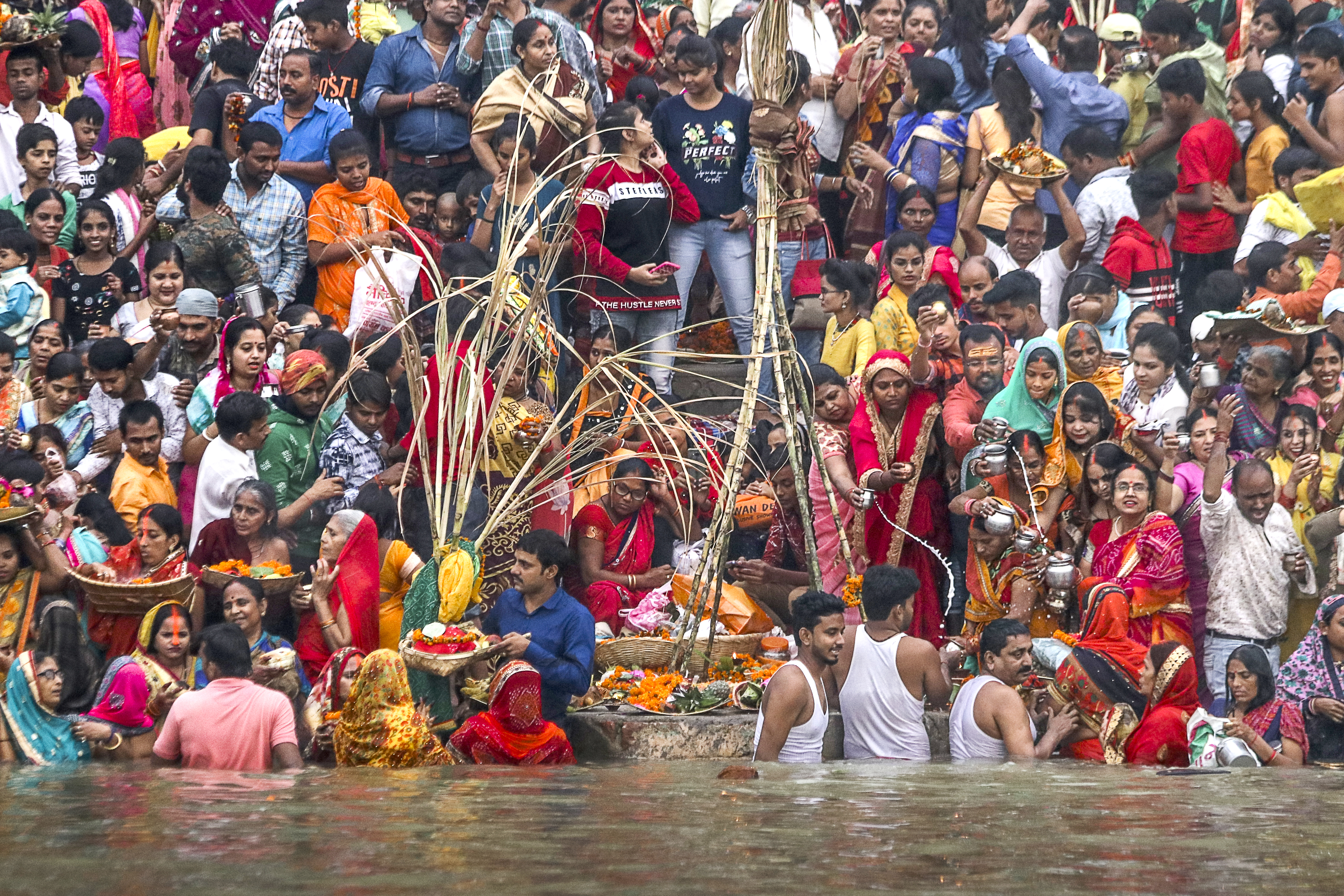
Kartika Purnima festival in Varanasi

Ogni induista desidera che vengano sparse le proprie ceneri nel Gange, perciò le pire per la cremazione ardono 24 ore su 24. Ci sono due ghat crematori a Varanasi, lungo il fiume Gange, nel cuore della città. Il più importante dei due è il Ghat Manikarnika. Al tramonto, si tiene il Ganga Aarti, la cerimonia in onore della dea Ganga: i brahmini danzano tenendo in mano delle sculture di luce, mentre le centinaia di persone che assistono, da terra e dal fiume, affidano alla "madre Ganga" delle fiammelle che rappresentano i propri sogni. Quanto più lontano la corrente porterà la propria fiammella, tanta più prosperità si avrà. Molte famiglie indù fanno di tutto per portare il proprio caro a essere cremato qui, quando i corpi arrivano in città si creano dei cortei per portare il defunto al ghat della cremazione. Il corteo avanza a passo di marcia, con il ritmo scandito dal grido di alcuni che ripetono Ram Nama Satya Hey!, che vuol dire "Il nome di Dio è verità", mentre il coro risponde Satya Hey, Satya Hey, ovvero "Verità, verità"

### Manikarnika Ghat

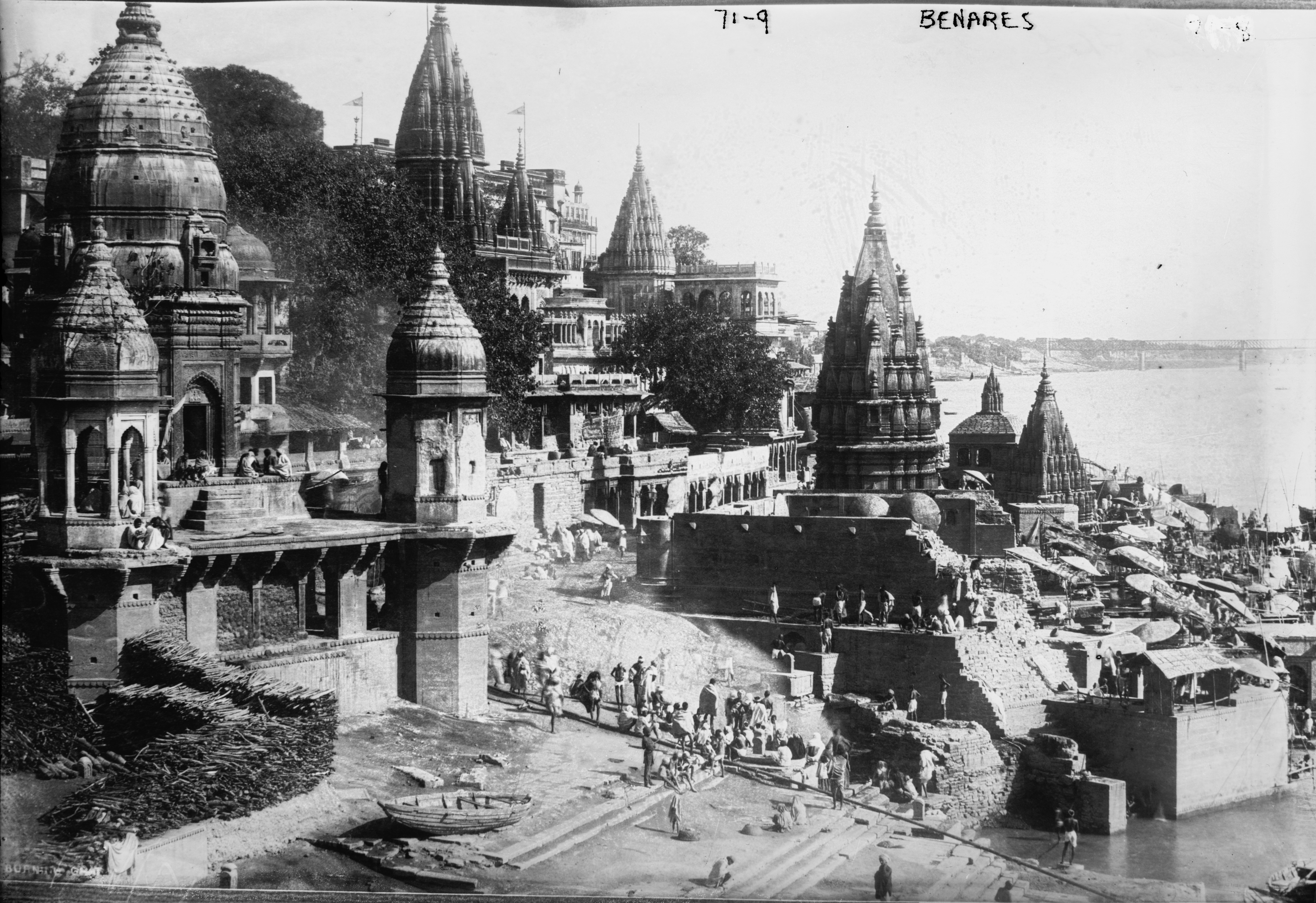
Manikarnika Ghat nel 1922. I templi sono da sinistra a destra: Baba Mashan Nath, livello inferiore; Tarkeshwar e Ratneshawar, livello superiore; Tripur Sundari e Ganesh Temples

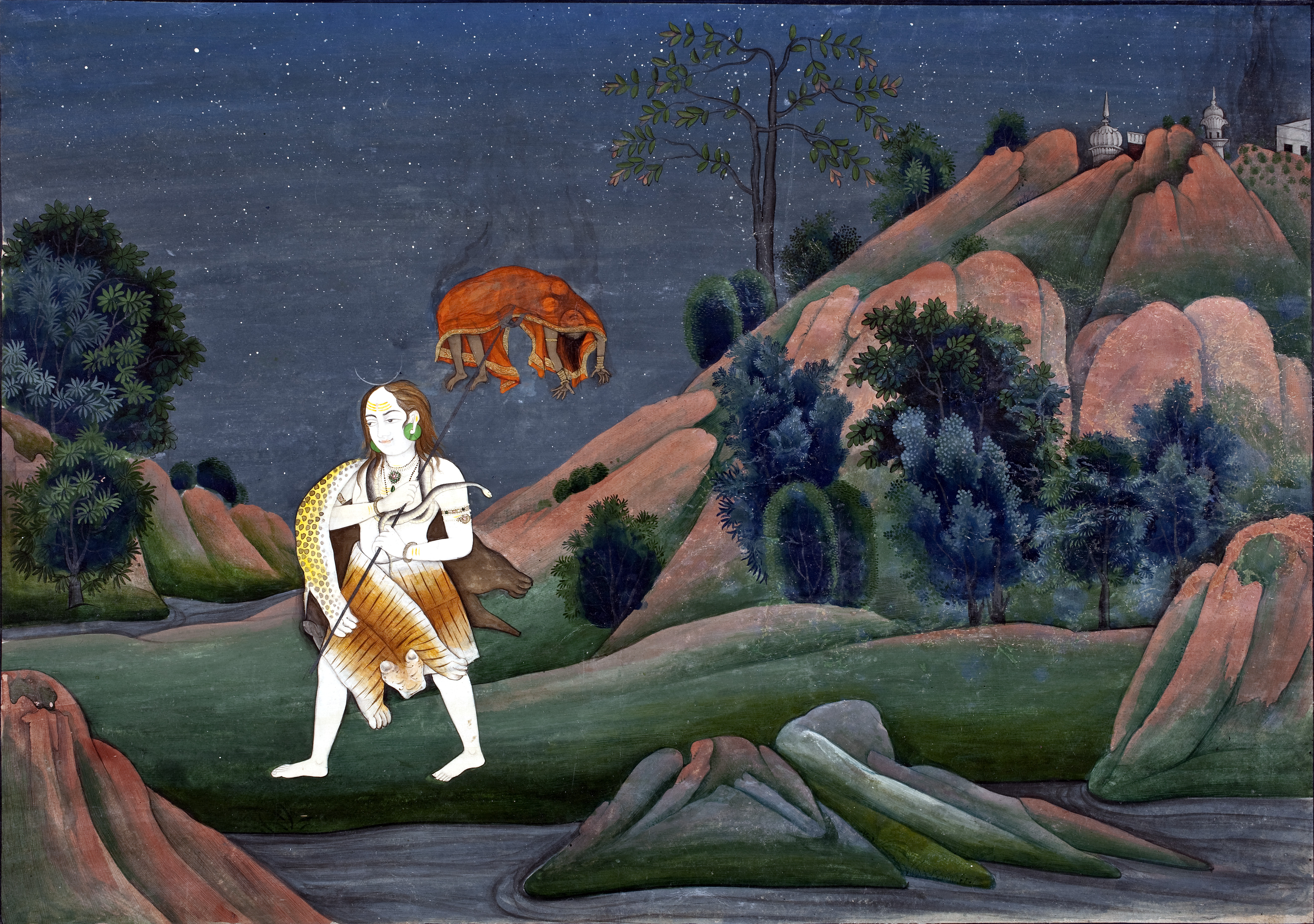
Shiva trasporta il cadavere di Sati Devi

Manikarnika Ghat (Hindi: मणिकर्णिका घाट) è uno dei ghat più antichi di Varanasi. È menzionato in un'iscrizione Gupta del V secolo e venerato nell'induismo. Quando Mata Sati (Adi Shakti) sacrificò la sua vita e diede fuoco al suo corpo dopo che Raja Daksh Prajapati (uno dei figli di Brahma) cercò di umiliare Shiva in uno Yagya praticato da Daksh, Shiva portò il suo corpo in fiamme sull'Himalaya. Vedendo l'infinito dolore di Shiva, Vishnu inviò il chakra divino a tagliare il corpo in 51 parti, che poi caddero sulla terra. Questi sono chiamati "Ekyavan Shaktipeeth". Shiva stabilì Shakti Peeth ovunque fosse caduto il corpo di Sati. L'ornamento dell'orecchio di Mata Sati è caduto a Manikarnika Ghat.

#### Islam
Ci sono almeno 15 moschee di valore storico a Varanasi. Molte di queste furono costruite dalle macerie di templi indù durante la dominazione moghul. Le due più importanti sono la moschea Gyanvapi e la moschea Alamgir.

## Terrorismo
La città fu sconvolta per ben due volte da attentati di origine religiosa. Il 7 marzo 2006, appena dopo le 18:00 una serie di esplosioni simultanee si verificarono in varie parti della città. La prima presso l'affollato Tempio di Sankat Mochan Hanuman dove centinaia di fedeli si erano raccolti per la preghiera del martedì. L'attentato provocò 10 morti e 40 feriti. Poco dopo un'altra esplosione si verificò alla stazione ferroviaria provocando 11 morti e 20 feriti. Il gruppo islamista militante Lashkar-e Kahar/Qahab rivendicò l'attentato.
Il 7 dicembre 2010, appena dopo le 18:00, una bomba esplose nei pressi del Ghat Dashashwamedh, a quell'ora affollatissimo di devoti e turisti radunati lì per assistere alla cerimonia serale del Ganga aarti. Nell'attentato due persone (tra cui una bambina di due anni) morirono e almeno altri 37 rimasero feriti. Il gruppo islamista militante Indian Mujahideen rivendicò l'attentato.